# Курома, Томас
Тома́с Курома́ (фр. Tomas Kouroma; 26 февраля 1992, Конакри, Гвинея) — гвинейский футболист, полузащитник.
Сезон 2008/09 провёл в молдавском клубе «Тилигул-Тирас» из Тирасполя, в команде сыграл 13 матчей и забил 1 гол. Летом 2009 года перешёл в клуб «Олимпия» из города Бельцы. В сезоне 2009/10 вместе с командой завоевал бронзовые награды чемпионата Молдавии. В июле 2010 года участвовал в еврокубках, сыграл 2 матча в Лиги Европы против «Хазара-Ленкораня». Находясь в аренде, в составе клуба «Искра-Сталь» сыграл два матча во втором туре Лиге Европы (2011/12) против «Вараждина» (Хорватия).

## Достижения
- Бронзовый призёр чемпионата Молдавии (1): 2009/10